# Cristo de la Misericordia (Chihuahua)

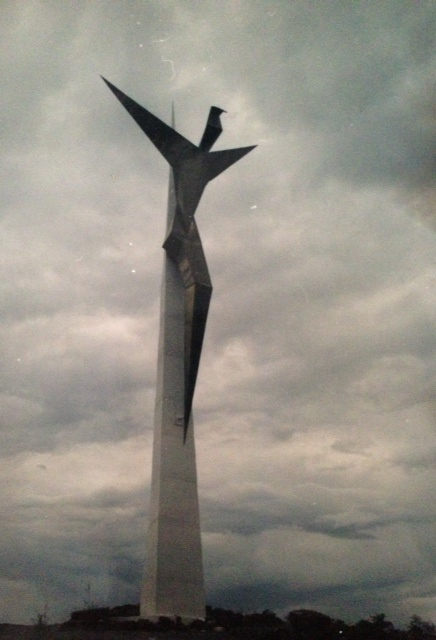
Cristo de la Misericordia, obra del arquitecto José Arturo Martínez Lazo. Escultura monumental de bronce con soporte de concreto armado, ubicada en San Buenaventura Chihuahua.

El Cristo de la Misericordia se encuentra ubicado en el municipio de Buenaventura, en el estado mexicano de Chihuahua. Es obra del arquitecto José Arturo Martínez Lazo. La imagen, de diecisiete metros de altura, domina todo el valle en el cruce carretero proveniente de Chihuahua, Ciudad Juárez, Villahumada y el Sueco para dirigirse hacia las Cruces y Namiquipa o para entrar a San Buenaventura y continuar hacia Bachíniva y Cuauhtémoc o hacia Babícora, Madera o Temósachic y Guerrero por el altiplano chihuahuense.

## Historia
Las piezas del Cristo, parcialmente ensambladas, se trasladaron a lo alto del Cerro Prieto, lugar en que se instaló un pequeño taller para concluir su manufactura y fijarse en un elemento piramidal de concreto armado.

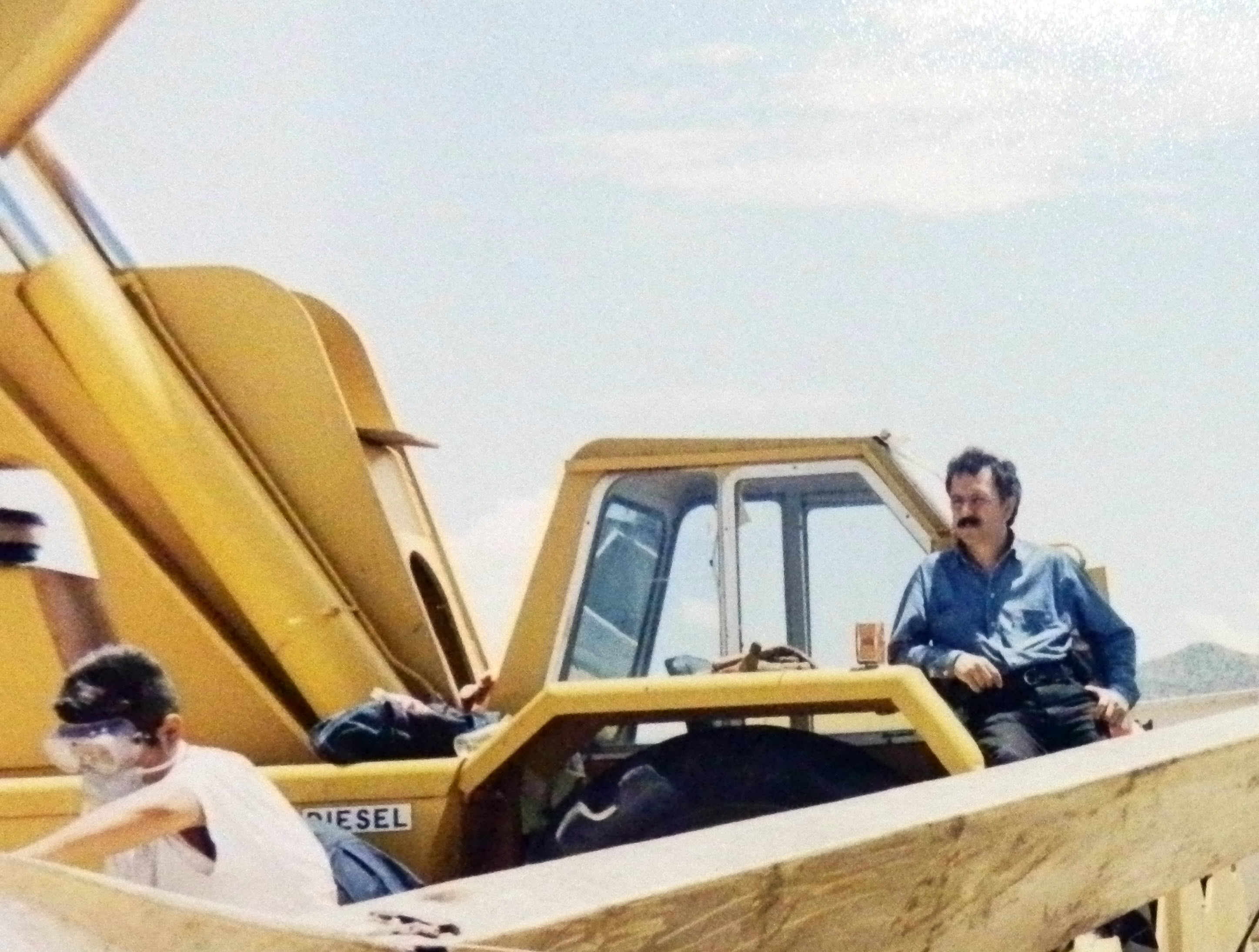
Arq. José Arturo Martínez Lazo, proceso de construcción, Cristo de la Misericordia, Buenaventura, México.

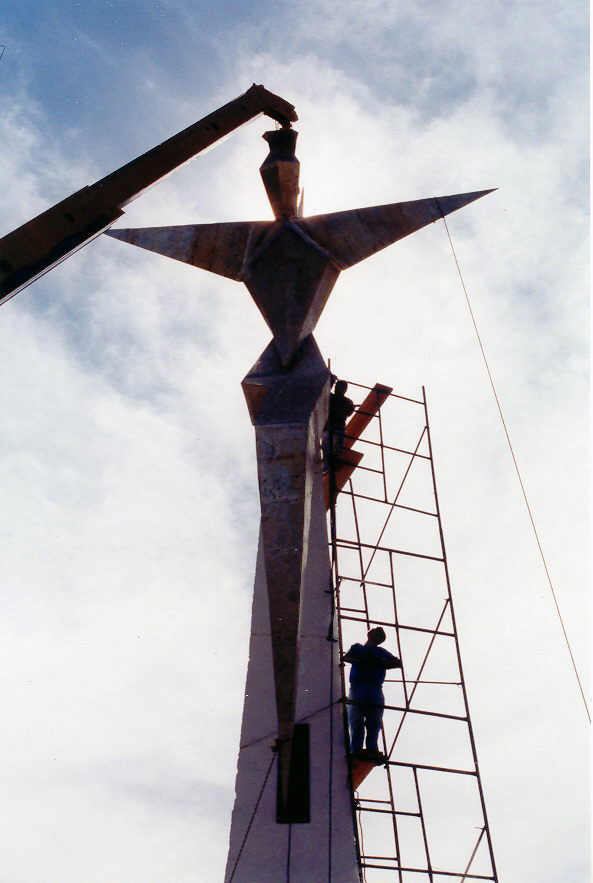
Elevación del Cristo de la Misericordia. Arq. José Arturo Martínez Lazo.

Siendo presidente municipal Alfredo Baca Trejo, obispo de Casas Grandes Hilario Chávez Joya y el párroco de San Buenaventura Eusebio Salazar, con el apoyo de la población y un patronato local, la inauguración y bendición del Cristo se verificó el 14 de julio en la fiesta de San Buenaventura del año 2000, mismo día y hora en que con una grúa se elevó la imagen y se pendió del pedestal ante los ojos de los concurrentes.

## Descripción
Encaramándose por un terreno lleno de piedras y abrojos, llamado malpaís y con remanentes magnéticos, se descubre la cima del Cristo de la Misericordia, entonces se aprecia una perspectiva panorámica del valle, circundada por las estribaciones de la Sierra Madre Occidental,  la ruta de Galena, Casas Grandes y Janos, el Cerro Grande y un horizonte de cerros y oteros que avanzan hacia Ojo Caliente por el este o hacia el Táscate, el Peñazco y la Guajolota con rumbo sur. 
Está compuesto por dos elementos, el soporte o puntal que asocia al Padre y el Hijo, cuya cabeza y brazos se fusionan en la prefiguración o alegoría de una paloma. Posee un peso  total de tres toneladas y se apoya en tres puntos: los pies, la cadera y un tensor en lo alto. 
Las puntas del pedestal, los brazos y piernas, sugieren las espinas del ocotillo abundante en el Cerro Prieto y las agujas o acículas de los pinos de la serranía chihuahuense, los entornos bioclimáticos dominantes en el estado norte de México.

## Celebraciones
Por sus laderas el Viernes de Dolores cada año asciende el personaje que representa al Cristo del Vía Crucis que encabeza la procesión popular y en un terraplén próximo al Cristo de la Misericordia, se fincan las tres cruces del Gólgota.
Se le conoce como el cerro y el Cristo del milenio o el Cristo de la Misericordia del Cerro Prieto, dado que el 2000 fue señalado por el papa Juan Pablo II como el Año de la Misericordia.